# ناحیه کولون، میشیگان
ناحیه کولون (به انگلیسی: Colon Township) یک منطقهٔ مسکونی در ایالات متحده آمریکا است که در شهرستان سنت ژوزف، میشیگان واقع شده‌است.
 ناحیه کولون ۹۴٫۲ کیلومتر مربع مساحت و ۳٬۴۰۵ نفر جمعیت دارد و ۲۶۸ متر بالاتر از سطح دریا واقع شده‌است.